# Muero
Muero es una canción del cantautor hispano-alemán Álvaro Soler. El tema se estrenó el 5 de mayo de 2023, y fue compuesto por Álvaro Soler, en colaboración con el productor y compositor sueco Jakke Erixson.  Al tiempo de escribir Muero, Álvaro se encontraba en Barcelona, mientras que Jakke Erixson estaba en Los Ángeles. Respecto a la producción, Muero se grabó con ayuda de un QChord y un antiguo piano eléctrico de los años ochenta. 

## Videoclip
El videoclip para Muero se publicó el 5 de mayo de 2023 en el canal oficial  en YouTube de Álvaro Soler, Alvaro Soler Vevo, y se rodó en abril de 2023 en el conocido edificio Muralla Roja en el municipio valenciano de Calpe bajo dirección del cineasta colombiano Carlos Linero y la empresa productora española The Panda Bear Show. La modelo alemana Melanie Kroll interpretó en el cortometraje el papel de la amante de Álvaro. 

## Recepción y posición en las listas
La canción Muero alcanzó la sexta posición en las listas de radio en Alemania, y hasta la fecha, ha acumulado unos 10 millones de reproducciones. 
| País                       | Posición más alta |
| -------------------------- | ----------------- |
| Bélgica (Ultratop Flandes) | 10                |
| España (PROMUSICAE)        | 24                |
| Bélgica (Ultratop Valonia) | 40                |
|                            |                   |